# Departament d'Oruro
El Departament d'Oruro és una divisió administrativa de Bolívia. És una zona mixta de poblament quítxua i aimara. Té una superfície de 53.588 km² i la seva capital és la ciutat d'Oruro. Segons el cens del 2012, el departament d'Oruro tenia 494.178 habitants.

## Províncies
Consta de 16 províncies:
| Província            | Capital                  | Províncies d'Oruro |
| -------------------- | ------------------------ | ------------------ |
| Atahuallpa           | Sabaya                   | Províncies d'Oruro |
| Carangas             | Corque                   | Províncies d'Oruro |
| Cercado              | Oruro                    | Províncies d'Oruro |
| Eduardo Avaroa       | Challapata               | Províncies d'Oruro |
| Ladislao Cabrera     | Salinas de Garcí Mendoza | Províncies d'Oruro |
| Litoral              | Huachacalla              | Províncies d'Oruro |
| Puerto de Mejillones | La Rivera                | Províncies d'Oruro |
| Nor Carangas         | Huayllamarca             | Províncies d'Oruro |
| Pantaléon Dalence    | Huanuni                  | Províncies d'Oruro |
| Poopó                | Poopó                    | Províncies d'Oruro |
| Sajama               | Curahuara de Carangas    | Províncies d'Oruro |
| San Pedro de Totora  | Totora                   | Províncies d'Oruro |
| Saucarí              | Toledo                   | Províncies d'Oruro |
| Sebastián Pagador    | Santiago de Huari        | Províncies d'Oruro |
| Sud Carangas         | Andamarca                | Províncies d'Oruro |
| Tomás Barrón         | Eucaliptus               | Províncies d'Oruro |